# Symphoricarpos
Symphoricarpos es un pequeño género con 15 especies de arbustos caducifolios perteneciente a la familia Caprifoliaceae. Todos menos uno son nativos de Norteamérica y Centroamérica; el restante es oriundo del oeste de China.

## Descripción
Las hojas son de 1.5–5 cm de longitud, redondeadas, enteras y con uno o dos lóbulos en la base. Las flores son pequeñas de color verdoso-blanco o rosa, en pequeñas agrupaciones de 5-15 en la mayoría de las especies, solitarias o a pares en (S. microphyllus). Los frutos son de 1-2 cm de diámetro, blandos variando del blanco en (S. albus) al rosa (S. microphyllus) o rojo  (S. orbiculatus) y en una especie (S. sinensis), púrpura oscuro.
La especie (Symphoricarpos albus) es una importante fuente de alimentación para codornices, faisanes y urogallos, pero es considerado venenoso para los humanos.

## Taxonomía
El género fue descrito por Henri-Louis Duhamel du Monceau y publicado en Traité des Arbres et Arbustes 2: 295. 1755. La especie tipo es: Symphoricarpos orbiculatus

## Especies
- Symphoricarpos albus
- Symphoricarpos mexicanus
- Symphoricarpos microphyllus (Humb. & Bonpl. ex Schult.) Kunth - perlillas o perlitas de México[3]
- Symphoricarpos mollis
- Symphoricarpos occidentalis
- Symphoricarpos orbiculatus
- Symphoricarpos oreophilus
- Symphoricarpos rotundifolius
- Symphoricarpos sinensis